# Semo Sititi
Semo Sititi (ur. 6 marca 1974 w Moto'otua) – samoański rugbysta, reprezentant kraju, uczestnik Pucharu Świata w 1999, 2003 i 2007 roku. Występował na pozycji rwacza.

## Kariera klubowa
Sititi wychowywał się na wyspie Savaiʻi, gdzie uczęszczał do St Joseph's College. Kolejnym przystankiem w sportowej karierze Samoańczyka był amatorski klub St Joseph's Marist. Po Pucharze Świata w 1999 roku przeniósł się do Wellington, gdzie rozegrał 5 spotkań dla Hurricanes i 13 dla regionalnego zespołu Lions. Z Nowej Zelandii wyjechał do Walii, gdzie znalazł zatrudnienie w klubie ze stolicy - Cardiff Blues. Kolejnymi przystankami Samoańczyka były: szkockie Border Reivers i angielskie Newcastle Falcons. Po sześciu latach gry w Wielkiej Brytanii, w 2007 roku, Sititi przeniósł się do japońskiego Docomo Kansai.

## Kariera reprezentacyjna

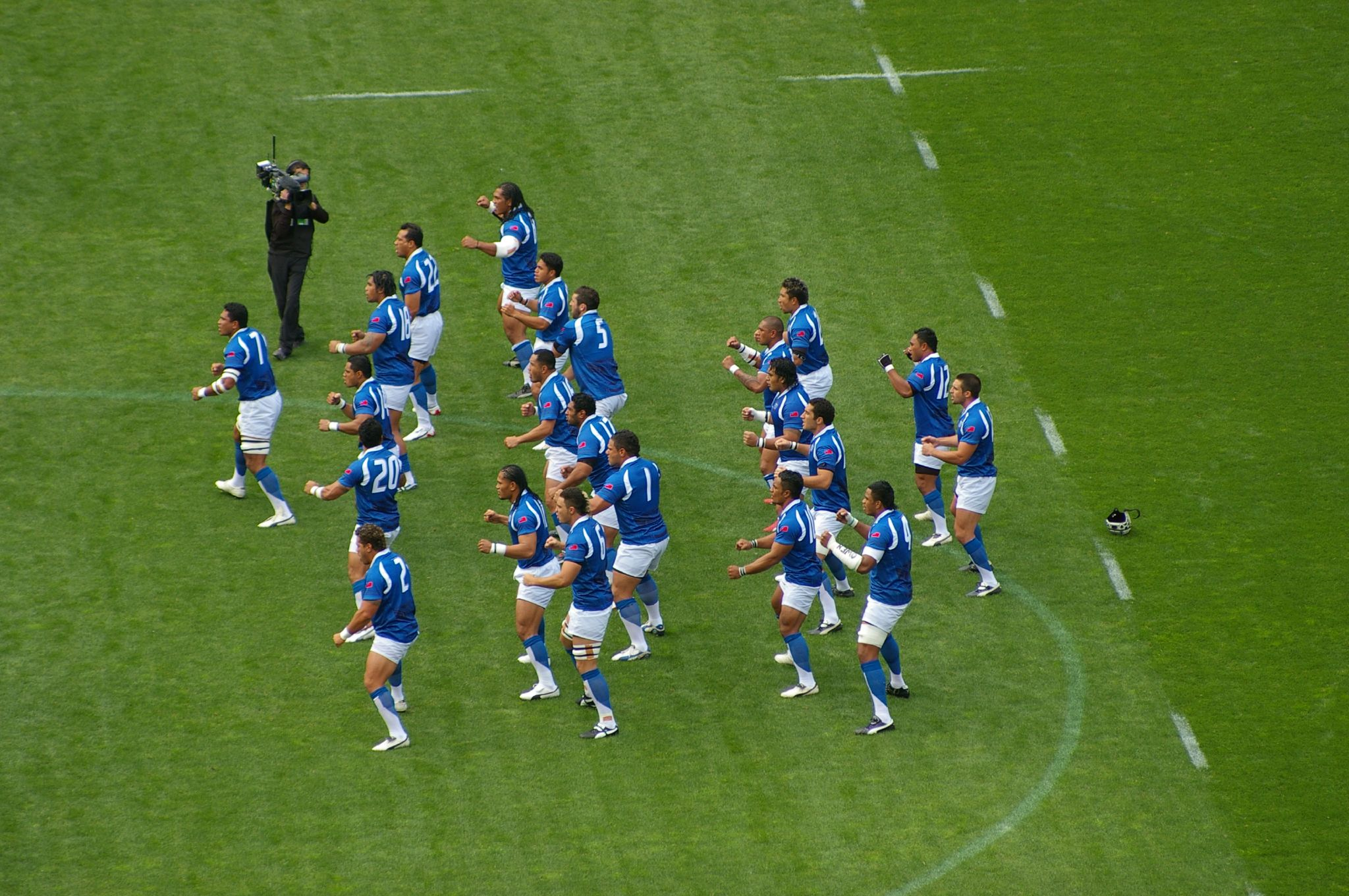
Semo Sititi (nr 7) prowadzący Siva tau

Podczas gry w amatorskim St Joseph's Marist, Sititi został zauważony przez samoańską federację i trafił do siedmioosobowej reprezentacji. Gdy w 1999 roku został powołany na Puchar Świata w rugby piętnastoosobowym miał na swoim koncie jedynie trzy występy. Debiutował 22 maja 1999 przeciw Japonii. Podczas turnieju zaliczył kolejne trzy spotkania, w ćwierćfinałowym meczu ze Szkocją zdobywając swoje pierwsze przyłożenie w reprezentacji. Po mistrzostwach z reprezentacji odszedł dotychczasowy kapitan - Pat Lam. Jego rolę przejął 25 letni wówczas Semo Sititi. Funkcję kapitana pełnił również podczas Pucharu Świata siódemek w 2001 roku. Podczas kolejnych finałów Pucharu Świata w rugby union w 2003 r. reprezentacji Manu Samoa nie udało się wyjść z grupy, chociaż sam Sititi, który grał wówczas jako wiązacz, zdobył dwa przyłożenia. Szczególnie punkty zdobyte przeciw Anglii uznawane są przez wielu za swoiste dzieło sztuki. W 2004 roku Semo Sititi został powołany do drużyny Pacific Islanders, składającej się z Fidżyjczyków, Samoańczyków i Tongijczyków. Zagrał wówczas w dwóch spotkaniach: przeciw Wallabies i All Blacks. Dalsze dwa spotkania Sititi dołożył podczas tournée w 2006 roku. Kolejne mistrzostwa - w 2007 roku zakończyły się dla Samoańczyków dowodzonych przez Semo porażką. Drużyna przegrała nie tylko z faworyzowanymi zespołami Południowej Afryki i Anglii, ale także z lokalnym rywalem - Tonga i odpadła z turnieju. Po turnieju Sititi rozegrał w kadrze jeszcze 7 spotkań i, jak sam zauważył nie zrezygnował z walki o powołanie do kadry na Puchar Świata, który miał odbyć się w Nowej Zelandii w 2011. Pomimo tych deklaracji, w 2009 roku zakończył karierę reprezentacyjną. W drużynie narodowej rozegrał 59 spotkań, w których zdobył 85 punktów (17 przyłożeń). Dla Pacific Islanders rozegrał dalsze 4 spotkania.